# 5 карбованців «Пам'ятник Петру Першому в Ленінграді»
Пам'ятник Петру Першому в Ленінграді (рос. Памятник Петру Первому в Ленинграде) — ювілейна монета СРСР вартістю 5 карбованців, випущена 12 жовтня 1988 року. Петро I (9 червня 1672 — 8 лютого 1725) — останній цар Великої, Малої і Білої Русі (1682–1725 роки), з 1721 — перший імператор Всеросійський. Відколи до Московської держави долучили численні землі (фактично на початку його правління його владі корилися тільки землі Московії, землі козацьких військ — Запорізького, Донського, Яїцького, Уральського та інших йому не корилися) та перемоги у Північній війні заснував Російську імперію. Провів у державі численні реформи.

## Історія
З 1988 року випускалася серія монет номіналом у 5 карбованців, присвячена старовинним містам, пам'яткам архітектури, історичним місцям Росії. Ця серія монет випускалася аж до 1991 року. Монета карбувалася на Ленінградському монетному дворі (ЛМД).

## Опис та характеристики монети
| Номінал крб. | Метал                 | Маса грам | Діаметр мм. | Гурт                           | Тираж штук               |
| ------------ | --------------------- | --------- | ----------- | ------------------------------ | ------------------------ |
| 1            | мідно-нікелевий сплав | 19,8      | 35          | гладкий із заглибленим написом | 2 000 000 325 000 (пруф) |

### Аверс
У верхній частині диска — Державний герб Союзу Радянських Соціалістичних Республік (являє собою зображення серпа і молота на фоні земної кулі, в променях сонця і в обрамленні колосся, перев'язаних п'ятнадцятьма витками стрічки); під гербом — напис «СССР», знизу — велика цифра «5», під нею — півколом розміщено слово «РУБЛЕЙ» ще нижче уздовж канта знаходиться дата випуску монети — «1988».

### Реверс
В центрі пам'ятник Петру Першому в Ленінграді на тлі силуету Петропавлівської фортеці. Під ним напис «ЛЕНИНГРАД». Праворуч від пам'ятника дата «1782». Вгорі уздовж зовнішнього ободку монети півколом напис «ПАМЯТНИК ПЕТРУ ПЕРВОМУ».

### Гурт
Два вдавлені написи «ПЯТЬ РУБЛЕЙ», між ними дві вдавлені п'ятикутні зірки.

## Автори
- Художник: А. В. Бакланов
- Скульптор: А. В. Бакланов

## Вартість монети
Ціну монети — 5 карбованців встановив Держбанк СРСР у період реалізації монети через його філії. Сучасна вартість монети звичайного випуску серед колекціонерів України (станом на 2014 рік) становить понад 60 гривень.